# Rupea
Rupea (węg. Kőhalom) – miasto w zachodniej Rumunii, w zachodnim Siedmiogrodzie (okręg Braszów). Liczy 5760 mieszkańców (dane na rok 2002) na powierzchni 74,87 km². Merem miasta jest Flavius Dumitrescu, członek Partii Demokratycznej. Prawa miejskie otrzymało w 1324.